# 超级房车赛 传奇
《超级房车赛 传奇》是Codemasters開發、美商藝電於2022年發行的競速遊戲，對應Microsoft Windows、PlayStation 4、PlayStation 5、Xbox One和Xbox Series X/S平台。遊戲是超级房车赛系列第五部遊戲。
遊戲支援跨平台連線，玩家可於數秒內與其他玩家連線，無需在大廳等候。